# Ergebnisse der Kommunalwahlen in Wismar
- Linke: 5
- Piraten: 1
- SPD: 10
- Grüne: 4
- FWF: 3
- FW: 1
- FDP: 3
- CDU: 6
- AfD: 4

In den folgenden Listen werden die Ergebnisse der Kommunalwahlen in Wismar aufgelistet. Es werden die Ergebnisse der Bürgerschaftswahlen seit 1990 (Sitzverteilung ab 1994) angegeben. 
Es werden nur diejenigen Parteien und Wählergruppen aufgelistet, die bei wenigstens einer Wahl mindestens zwei Prozent der gültigen Stimmen erhalten haben. Bei mehrmaligem Überschreiten dieser Grenze werden auch Ergebnisse ab einem Prozent aufgeführt. Das Feld der Partei, die bei der jeweiligen Wahl die meisten Stimmen bzw. Sitze erhalten hat, ist farblich gekennzeichnet.

## Parteien
- AfD: Alternative für Deutschland
- B’90/Grüne: Bündnis 90/Die Grünen → Grüne
- CDU: Christlich Demokratische Union Deutschlands
- FDP: Freie Demokratische Partei
- Grüne: B’90/Grüne
- Linke: Die Linke
  - bis 2004: PDS
  - ab 2009: Die Linke
- NF: Neues Forum (Forum)
- NPD: Nationaldemokratische Partei Deutschlands
- PDS: Partei des Demokratischen Sozialismus → Linke
- Piraten: Piratenpartei Deutschland
- SPD: Sozialdemokratische Partei Deutschlands

## Wählergruppen
- AJL: Alternative Jugendliga
- FW: Freie Wähler
- FWF: Für-Wismar-Forum

## Abkürzungen
- Ezb.: Einzelbewerber
- Sonst.: Sonstige
  - 1990: Ergebnisse für Parteien und/oder Wählergruppen, da das Ergebnis der Kommunalwahl 1990 nicht vollständig aufgeschlüsselt vorliegt
- Wbt.: Wahlbeteiligung

## Bürgerschaftswahlen
Stimmenanteile der Parteien in Prozent
| Jahr | Wbt.  | SPD  | CDU  | Linke | FWF | Grüne | FDP  | AfD  | Sonst. |
| ---- | ----- | ---- | ---- | ----- | --- | ----- | ---- | ---- | ------ |
| 1990 | k. A. | 34,5 | 27,3 | 13,0  |     | 3,3   | 6,6  |      | 15,4   |
| 1994 | 58,6  | 48,8 | 19,2 | 20,0  |     | 3,5   | 4,8  |      | 13,61  |
| 1999 | 42,4  | 42,9 | 26,1 | 19,5  |     | 2,3   | 8,1  |      | 1,1    |
| 2004 | 35,6  | 37,5 | 22,6 | 17,5  |     | 2,5   | 11,5 |      | 28,32  |
| 2009 | 42,6  | 34,4 | 21,1 | 19,8  |     | 4,5   | 11,8 |      | 38,43  |
| 2014 | 40,5  | 28,8 | 21,3 | 18,6  | 9,9 | 6,9   | 6,2  | 4,2  | 44,74  |
| 2019 | 53,4  | 26,6 | 16,5 | 14,7  | 7,8 | 11,8  | 6,9  | 11,1 | 44,65  |

Sitzverteilung
| Jahr | Gesamt | SPD | CDU | Linke | FWF | Grüne | FDP | AfD | NPD | Piraten | AJL | FW | Ezb |
| ---- | ------ | --- | --- | ----- | --- | ----- | --- | --- | --- | ------- | --- | -- | --- |
| 1994 | 43     | 24  | 9   | 10    |     |       |     |     |     |         |     |    |     |
| 1999 | 37     | 16  | 10  | 8     |     |       | 3   |     |     |         |     |    |     |
| 2004 | 37     | 14  | 9   | 7     |     | 1     | 4   |     |     |         | 1   |    | 1   |
| 2009 | 37     | 13  | 8   | 7     |     | 2     | 4   |     |     |         |     |    | 2   |
| 2014 | 37     | 11  | 8   | 7     | 4   | 2     | 2   | 1   | 1   | 1       |     |    |     |
| 2019 | 37     | 10  | 6   | 5     | 3   | 4     | 3   | 4   |     | 1       |     | 1  |     |

Fußnoten
1 1994: NF

2 2004: davon Einzelbewerber: 5,2 %, AJL: 3,1 %

3 2009: Einzelbewerber

4 2014: davon NPD: 2,2 %, Piraten: 1,6 %

5 2019: davon Piraten: 2,1 %, FW: 1,4 %